# Darío Rojas
Darío Sebastián Rojas Vielma (Asunción, Paraguay, 20 de enero de 1960) es un exfutbolista paraguayo nacionalizado boliviano, que jugaba de portero y militó en diversos clubes de Bolivia. Fue internacional con la selección boliviana.

## Selección nacional
Con la Selección de fútbol de Bolivia, disputó 18 partidos internacionales. Incluso participó con la selección boliviana, en una sola edición de la Copa Mundial. La única participación de Rojas en un mundial, fue en la edición de Estados Unidos 1994. donde su selección quedó eliminado, en la primera fase de la cita de Estados Unidos. También participó en una sola edición de la Copa América y fue en le edición de Ecuador 1993, donde su selección también quedó eliminada, en la primera fase de la cita de Ecuador. En ambos torneos, Rojas terminó siendo suplente de Carlos Trucco.

### Participaciones enCopas del Mundo
| Mundial                        | Sede           | Resultado      | PJ                           | GR |
| ------------------------------ | -------------- | -------------- | ---------------------------- | -- |
| Copa Mundial de Fútbol de 1994 | Estados Unidos | Fase de grupos | 0 (3 partidos como suplente) | 0  |

### Participaciones enCopas América
| Copa América      | Sede    | Resultado      | PJ | GR |
| ----------------- | ------- | -------------- | -- | -- |
| Copa América 1993 | Ecuador | Fase de grupos | 3  | -2 |

### Participaciones enEliminatorias al Mundial
| Eliminatoria                      | Sede del Mundial | Posición              | Resultado   | PJ | GR |
| --------------------------------- | ---------------- | --------------------- | ----------- | -- | -- |
| Eliminatorias Mundial de USA 1994 | Estados Unidos   | 2°lugar 11pts Grupo B | Clasificado | 1  | -1 |

## Clubes
| Club              | País    | Año       |
| ----------------- | ------- | --------- |
| Real Santa Cruz   | Bolivia | 1989-1990 |
| Oriente Petrolero | Bolivia | 1990-1994 |
| Bolívar           | Bolivia | 1994-1995 |
| San José          | Bolivia | 1996      |
| Bolívar           | Bolivia | 1997-1998 |
| Unión Tarija      | Bolivia | 1999-2000 |
| Oriente Petrolero | Bolivia | 2001-2002 |
| Guabirá           | Bolivia | 2002-2003 |